# Olive Grace Walton
Pour les articles homonymes, voir Walton.
Olive Grace Walton (1886-1937) est une militante féministe radicale britannique du début du XXe siècle. Elle fut très impliquée dans la National Union of Women's Suffrage Societies (NUWSS) à partir de 1908 et dans la Women's Social and Political Union  (WSPU) entre 1911 et 1914. Elle est connue notamment pour avoir été emprisonnée à deux reprises par la police britannique pour vandalisme, en 1911 et 1912. Elle fut aussi une des premières femmes volontaires dans le programme des femmes policières britanniques en 1914.

## Vie personnelle
Olive Grace Walton est née en 1886 à Tonbridge dans le Kent dans une famille de quatre enfants. Son père, Charles Walton, était commerçant de vin, et sa mère une ancienne missionnaire en Afrique. À sa naissance en 1886, son père a déjà près de 70 ans, et il meurt lorsqu'elle n'a que sept ans. Les enfants de la famille Walton sont alors laissés à la tutelle de leur mère, recevant une éducation stricte et disciplinée.
Après la mort de Charles Walton, la famille vécut pendant deux ans en Allemagne, où Olive poursuit ses études dans une école privée. Contrairement à son frère et ses sœurs, elle avait peu d'intérêts pour l'école. La famille Walton retourna au Royaume-Uni par la suite. Alors que son frère et une de ses sœurs partaient pour Oxford, Olive participa à quelques cours de cuisine et d'art. Elle y trouve peu d'intérêt, et sa mère l'envoya à Londres en 1908 pour qu'elle s'implique en travail social. C'est à ce moment qu'elle rejoint la National Union of Women's Suffrage Societies (NUWSS) et qu'elle s'intéresse au mouvement des suffragettes. Sa nièce raconte en 1976 dans une entrevue qu'elle était mal adaptée à sa famille, et que son rôle de militante servit à « remplir le trou » que celle-ci n'avait pu combler.
En 1908, elle s'embarque dans le combat pour le vote des femmes britanniques, puis devient militante et activiste engagée trois ans plus tard, en 1911, lorsqu'elle rejoint l'Union sociale et politique des femmes (WSPU) à Dundee, en Écosse. Peu après 1914, elle devient une des premières volontaires pour le service des femmes policières de Dublin. À la suite d'un accident de moto grave, elle se voit forcée de quitter le service.
Après son accident, elle se convertit à la science chrétienne et travaille dans un hôpital de Londres. Elle est aussi végétarienne. Sa nièce mentionne aussi qu'elle coupait ses cheveux très courts et portait des habits masculins.
Olive Grace Walton ne s'est pas mariée mais elle a adopté une fille, Christabel. À sa mort en 1937, elle lègue sa médaille suffragiste et tous ses papiers à sa fille.

## Lutte féministe
Olive Grace Walton participa, entre 1908 et 1914, au mouvement en faveur du droit de vote des femmes au Royaume-Uni. Elle devint membre de la National Union of Women's Suffrage Societies en 1908. Fondée en 1897, cette organisation avait pour but la revendication du droit de vote des femmes par des moyens pacifiques et légaux. En 1903, la NUWSS connaît une scission, et la Women's Social and Political Union (WSPU) voit le jour. La WSPU prône des actions plus radicales et violentes. Olive s'implique de façon plus importante dans la WSPU à partir de 1911. Elle revendique, entre autres, le droit de vote des femmes et la reprise de l'espace public par ces dernières. Insatisfaites par les actions pacifiques de la NUWSS, les membres de la WSPU s'engagent dans une campagne de destruction de biens privés ou publics. Les actions de la WSPU sont spectaculaires et attirent l'attention autant négative que positive. Plus de mille suffragettes sont emprisonnées entre 1908 et 1914, dont Olive Walton.
Il est difficile de mesurer l’impact que la WSPU a eu au Royaume-Uni avec l’arrivée de la guerre en 1914 qui a cessé presque toutes les activités liées au suffrage.

### Arrestations
Le combat d'Olive s'oriente principalement dans des petits assauts perpétrés sur l'espace public. Elle dérange les politiciens, enfreint la loi, brise les fenêtres de bâtiments gouvernementaux, incendie des boîtes aux lettres, etc. En novembre 1911, elle est arrêtée à la suite d'une action à la Chambre des communes et passe une semaine à la prison d'Holloway, à Londres.
En mars 1912, elle est accusée de dommages et de malveillance à la suite de la destruction de fenêtres et purge une peine de prison de quatre mois à la prison d'Aylesbury. À cette période, afin se s'opposer à l'emprisonnement important de ses membres, la WSPU ordonne une grève de la faim.

### Grève de la faim
Suivant les indications de la WSPU, Olive Grace Walton s'engage dans une grève de la faim en 1912 à son arrestation à Aylesbury. Elle y sera nourrie de force par les infirmières et les gardes en place. Lorsque sa famille l'apprend, ils sont révoltés et demandent de meilleures conditions pour Walton. Toutefois, celle-ci refuse toute aide.
Durant son emprisonnement, elle garde un journal où elle raconte les événements qu'elle y vit. Le 10 avril 1912, Olive est alimentée de force pour la première fois, et supporte la situation plutôt bien. Le 12 avril 1912, la situation se reproduit, cette fois-ci de façon plus difficile. Par la suite, le 18 avril 1912, Olive et plusieurs autres suffragettes emprisonnées commencent un entraînement physique. Le manque de nourriture les avait rendues « très minces et tremblantes » (very thin and shaky).
À ce moment, l'opinion publique semble être en faveur des suffragettes, dont la souffrance est reconnue comme inacceptable.
C'est en 1913 que le gouvernement britannique adopte le Prisoners (Temporary Discharge for Ill Health) Act, aussi connu sous le nom du Cat and Mouse Act, qui permettait la libération de suffragettes près de la mort pour cause de malnutrition. La police pouvait toutefois les emprisonner à nouveau lorsqu'elles étaient en bonne santé. Olive ne sera pas ré-emprisonnée après 1912.

## Bénévolat
À l'arrivée de la Première Guerre mondiale en 1914, Olive Grace Walton se porte volontaire pour le service de police des femmes britanniques et devient une des quatre inspectrices générales. Elle participe par la suite au Women's Auxiliary Service britannique jusqu'en 1920. Elle participa à plusieurs missions, notamment en Irlande, jusqu'à ce qu'un accident de moto la force à quitter le service.